# The Glorious Cause
The Glorious Cause é uma novela histórica do autor Jeff Shaara, a sequela de Rise to Rebellion e a conclusão do relato de Shaara sobre a Revolução Americana.
The Glorious Cause consiste num conjunto de narrativas de terceira pessoa, seguindo as experiências de várias figuras notáveis na Revolução Americana, incluindo George Washington, Benjamin Franklin e Charles Cornwallis, durante os anos da guerra.

## Ligações Externas
- «Sítio oficial»